# Clémentine Célarié

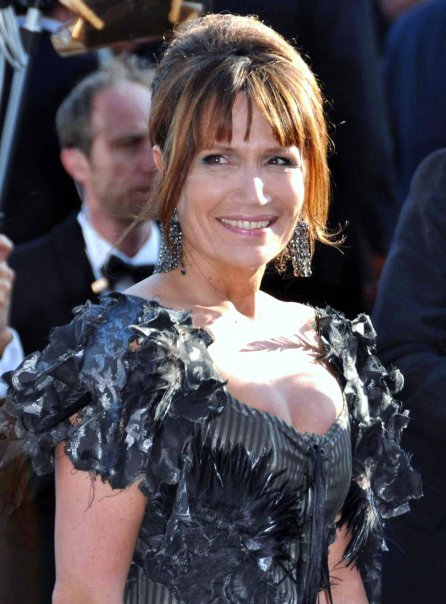
Clémentine Célarié (Cannes 2009)

Clémentine Célarié (* 12. Oktober 1957 in Dakar, Senegal als Meryem Célarié) ist eine französische Schauspielerin und Sängerin.

## Leben und Karriere
Clémentine Célarié ist die Tochter des Journalisten André Célarié und die Enkelin von Louis Charles Breguet, einem Flugzeugkonstrukteur und Mitbegründer von Air France. Außerdem ist sie mit Ludovic Halévy, Daniel Halévy und Louis Joxe und Pierre Joxe verwandt.
Nach ihrem High-School-Abschluss in den USA kehrte Célarié nach Frankreich zurück, wo sie trotz einer Absage des Conservatoire national supérieur d’art dramatique Schauspiel und Gesang studierte. Anschließend spielte sie Theater und debütierte in der 1983 erschienenen und von Claude Sautet inszenierten Komödie Kollege kommt gleich an der Seite von Yves Montand, Nicole Garcia und Dominique Laffin auf der Leinwand. Sie wurde zweimal als Beste Nebendarstellerin für den französischen Filmpreis César nominiert, 1987 für ihre Darstellung der Annie in Jean-Jacques Beineix Liebesdrama Betty Blue – 37,2 Grad am Morgen und 1990 für ihre Darstellung der  Christine  in Alain Corneaus Drama Nächtliches Indien.
Ab 1980 arbeitete Célarié regelmäßig als Radiomoderatorin für den französischen Radiosender Radio France. Sie hatte unterschiedliche Radioprogramme, lieh ihre Stimme für Hörspiele und begann mit dem Gesang. Mit Pas L’âme d’une Dame veröffentlichte sie 1996 ihr erstes Album und 2006 mit Family Groove ihr zweites Album. Außerdem sang sie gemeinsam mit Charles Schillings das Lied Tengo Nada und mit Stéphane Pompougnac das Lied Morenito.

## Diskografie (Auswahl)
- 1996: Pas L’âme d’une Dame (Album)
- 2001: Tengo Nada (Single, mit Charles Schillings)
- 2003: Morenito (Single, mit Stéphane Pompougnac)
- 2006: Family Groove (Album)

## Filmografie (Auswahl)
- 1983: Kollege kommt gleich (Garçon!)
- 1984: Duett zu dritt (Paroles et musique)
- 1985: Blanche und Marie (Blanche et Marie)
- 1986: Betty Blue – 37,2 Grad am Morgen (37°2 le matin)
- 1986: Känguruh Komplex – Der Mann mit dem Babytick (Le complexe du kangourou)
- 1986: La Gitane – Nichts als Ärger mit den Frauen (La gitane)
- 1989: Nächtliches Indien (Nocturne indien)
- 1991: Super! Meine Eltern lassen sich scheiden! (Génial, mes parents divorcent!)
- 1992: Die Hinterhofkapitalisten (2 bis, rue de la Combine)
- 1992: Turbulenzen (Turbulences)
- 1992: Wilde Nächte (Les nuits fauves)
- 1994: Die Rache der Blonden (La vengeance d'une blonde)
- 1994: Rache ist weiblich (Les braqueuses)
- 1994: Wut im Herzen (La rage au cœur)
- 1995: Les Misérables
- 1996: Baby Deal (XY, drôle de conception)
- 2000: Zimmer gesucht (Room to Rent)
- 2001: Das Herz kennt kein Gesetz (Lawless Heart)
- 2003: Der kleine Scheißer (Mauvais esprit)
- 2005: Auf den Wellen (Les vagues)
- 2008: Was Liebe heißt (Sa raison d’être)
- 2010: Die Vier (Les invincibles, Fernsehserie, sieben Episoden)
- 2016: Plötzlich Papa (Demain tout commence)
- 2018: Vorhang auf für Cyrano (Edmond)
- 2019: Made in China

## Auszeichnung (Auswahl)
- César 1987: Nominierung als Beste Nebendarstellerin für Betty Blue – 37,2 Grad am Morgen
- César 1990: Nominierung als Beste Nebendarstellerin für Nächtliches Indien
- 2019: Ordre des Arts et des Lettres (Komtur)[1]